# Fort Wayne Mad Ants 2020-2021
La stagione 2020-21 dei Fort Wayne Mad Ants fu la 14ª nella NBA D-League per la franchigia.
I Fort Wayne Mad Ants arrivarono tredicesimi nella regular season con un record di 6-9, non qualificandosi per i play-off.

## Roster
| N° | Naz.                   | Ruolo | Sportivo          | Anno | Alt. | Peso |
| -- | ---------------------- | ----- | ----------------- | ---- | ---- | ---- |
| 0  | Stati Uniti (bandiera) | G     | Jalen Lecque      | 2000 | 193  | 84   |
| 1  | Stati Uniti (bandiera) | A     | Anthony Lawrence  | 1996 | 201  | 95   |
| 2  | Stati Uniti (bandiera) | G     | Cassius Stanley   | 1999 | 196  | 86   |
| 3  | Canada (bandiera)      | G     | Naz Mitrou-Long   | 1993 | 193  | 99   |
| 4  | Stati Uniti (bandiera) | G     | Quincy McKnight   | 1995 | 193  | 84   |
| 5  | Stati Uniti (bandiera) | G     | Josh Gray         | 1993 | 183  | 82   |
| 6  | Stati Uniti (bandiera) | A     | Raphiael Putney   | 1990 | 208  | 84   |
| 7  | Stati Uniti (bandiera) | A     | Devin Robinson    | 1995 | 201  | 91   |
| 10 | Stati Uniti (bandiera) | A     | Brian Bowen       | 1998 | 201  | 86   |
| 11 | Canada (bandiera)      | GA    | Oshae Brissett    | 1998 | 201  | 95   |
| 14 | Stati Uniti (bandiera) | G     | Daxter Miles      | 1995 | 191  | 84   |
| 22 | Stati Uniti (bandiera) | A     | Rayshaun Hammonds | 1998 | 206  | 86   |
| 23 | Stati Uniti (bandiera) | A     | JaKeenan Gant     | 1996 | 203  | 98   |
| 35 | Ghana (bandiera)       | C     | Amida Brimah      | 1994 | 208  | 104  |

## Staff tecnico
- Allenatore: Tom Hankins
- Vice-allenatori: Michael Ruffin, Scott Simpson, Isaac Jenkins